# Liste von KZ-Ärzten und anderen Beteiligten an NS-Medizinverbrechen
Die Liste von KZ-Ärzten und anderen Beteiligten an NS-Medizinverbrechen führt Ärzte und Krankenpfleger im Sanitätswesen der Konzentrationslager sowie andere Personen in NS-Behörden und Institutionen auf, die an rassebiologisch motivierten Verbrechen wie den Menschenversuchen in nationalsozialistischen Konzentrationslagern und den Krankenmorden in der Zeit des Nationalsozialismus beteiligt waren. Nicht alle wurden von der Nachkriegsjustiz belangt.

## NS-Ärzte

### A
- Lotte Albers, tötete mindestens 14 behinderte Kinder am Kinderkrankenhaus Rothenburgsort in Hamburg. Nach dem Krieg  arbeitete sie unbehelligt bis 1986 als niedergelassene Kinderärztin in Harburg in eigener Praxis.[1]
- Rosemarie Albrecht, deutsch-japanische HNO-Ärztin, Beteiligung an Euthanasie-Maßnahmen 1940–1942 für die Frauenstation der Landesheilanstalt Stadtroda
- Hans Asperger, Kinderarzt, verfasste als Obergutachter des Wiener Hauptgesundheitsamts Gutachten zur Deportation von mindestens zwei (soweit aus Akten bis 2018 nachgewiesen) behinderten Kindern in die Tötungsanstalt Am Spiegelgrund in Wien

### B
- Karl Babor, SS-Hauptsturmführer, beteiligt an Sepsisversuchen im KZ Dachau, auch leitender Bürokrat in der Inspektion der Konzentrationslager (DIII)
- Baumgarten, SS-Hauptsturmführer (Im Zusammenhang mit dem KTI)[2]
- Heinz Baumkötter, Menschenversuche in den KZs Mauthausen, Natzweiler-Struthof und Sachsenhausen; tatsächlich nicht bestraft, da eine Kriegsgefangenschaft angerechnet wurde
- Hermann Becker-Freyseng, Stabsarzt der Luftwaffe, Angeklagt im Nürnberger Ärzteprozess, 20 Jahre, auf 10 Jahre begnadigt
- Oskar Begusch, Ärztlicher Leiter Feldhof Graz
- Wilhelm Beiglböck, Internist, Obersturmbannführer, KZ Dachau, angeklagt im Nürnberger Ärzteprozess und zu 15 Jahren verurteilt. Die Strafe wurde auf zehn Jahre Haft reduziert, tatsächlich in Haft war er von 1947 bis 1951. Zuletzt war er Chefarzt in Buxtehude, dort ist er 1963 verstorben.
- August Bender, nach Zeugen: Teilnahme an Selektionen und Misshandlungen. Er hat drei Jahre Gefängnis abgesessen.
- Alexander Berg, SS-Obersturmbannführer, gleicher Sachverhalt wie Gottlieb; nach 1945 Universität Göttingen. Als 1965 gar nicht mehr zu verheimlichen war, dass er sich hierhin mit einer Rassisten-Schrift zur Medizingeschichte umhabilitiert hatte, gab es Probleme.[3]
- Friedrich Berner: SS-Hauptsturmführer, beteiligt an NS-Krankenmorden in der Tötungsanstalt Hadamar
- Hans Bertha[4][5] Nicht bestraft
- Max Blancke, Nachfolger von Hans Eisele, im Konzentrationslager Natzweiler-Struthof (Elsass)[6]
- Kurt Blome, stellvertretender NS-Reichsärzteführer. Angeklagt im Nürnberger Ärzteprozess, freigesprochen.
- Franz von Bodmann oder Bodman, HStf der SS, Lagerarzt in den KZs Auschwitz, Majdanek, Natzweiler-Struthof und Vaivara, von hier aus auch oberster SS-Arzt für alle estländischen KZs. Suizid Mai 1945
- Karl Böhmichen, KZ Mauthausen,[2][7][8]
- Rudolf Brachtel (Rudolf Adalbert Brachtel), KZ Dachau.[2][9]
- Günther Brandt, Anthropologe, Abteilungsleiter im Rassenpolitischen Amt, Stabsführer im Rasse- und Siedlungshauptamt (RuSHA). Nach dem Krieg: praktizierender Facharzt für Innere Medizin.
- Karl Brandt, Generalkommissar für das Sanitäts- und Gesundheitswesen und „Euthanasiebeauftragter“, chirurgischer Begleitarzt Adolf Hitlers, KZ Natzweiler-Struthof, KZ Ravensbrück, war in seiner Funktion als Organisator der Krankenmorde in der Zeit des Nationalsozialismus ranghöchster der Angeklagten im Nürnberger Ärzteprozess. Zum Tode verurteilt und hingerichtet.[2]
- Hans Bürger-Prinz, Mitglied des wissenschaftlichen Beirats bei Karl Brandt, beteiligt an den Krankenmorden in der Heil- und Pflegeanstalt Langenhorn[10]. Nicht bestraft.
- Heinrich Bunke, Arzt in den NS-Tötungsanstalten Brandenburg und Bernburg, Prozess, 18 Monate Haft.

### C
- Victor Capesius, Apotheker, KZ Dachau, im KZ Auschwitz Verwalter der Zyklon-B-Bestände, 1965 im Ersten Frankfurter Auschwitz-Prozess zu neun Jahren  Zuchthaus verurteilt
- Werner Catel, deutscher Kinderarzt, an der Kinder-„Euthanasie“ in der Zeit des Nationalsozialismus beteiligt, Professur für Kinderheilkunde an der Universität Leipzig, ab 1954 Professor für Kinderheilkunde an der Universität Kiel
- Carl Clauberg, Gynäkologe, KZ Ravensbrück. Vor Prozess verstorben. KZ Auschwitz
- Leonardo Conti, Arzt, SS-Obergruppenführer, Reichsgesundheitsführer, Leiter des Nationalsozialistischen Deutschen Ärztebundes (NSDÄB). Suizid.
- Max de Crinis, als Psychiater und Neurologe Ordinarius und Direktor der Universitätsnervenklinik in Köln sowie der Psychiatrischen- und Nervenklinik der Charité in Berlin, an der Vorbereitung und Durchführung der nationalsozialistischen „Euthanasie“-Morde beteiligt. Suizid.[11]

### D
- Friedrich Karl Dermietzel, Arzt und Generalmajor der Waffen-SS, Vorstandsmitglied von Lebensborn e. V.
- Julius Deussen, bis 1945 Leiter des Deutschen Forschungsanstalt für Psychiatrie in München
- Erwin-Oskar Ding-Schuler, Lagerarzt, KZ Buchenwald, Suizid.
- Arnold Dohmen, KZ Sachsenhausen.[2]

### E
- Irmfried Eberl, Arzt, erster Leiter des Vernichtungslagers Treblinka, Euthanasie-Anstalten Brandenburg und Bernburg. 1948 Suizid kurz nach Erscheinen des Buches „Der SS-Staat“
- Gregor Ebner, Arzt, ärztlicher Leiter aller Heime des Lebensborn e. V., SS-Oberführer. Knapp drei Jahre Haft.
- Hans Ehlich, Arzt und SS-Standartenführer
- Hans Eisele, Lagerarzt und SS-Obersturmführer, KZ Dachau, KZ Buchenwald, KZ Mauthausen, KZ Natzweiler. 7 Jahre Haft, danach Arztpraxis in München, nach neuen Anschuldigungen Flucht nach Ägypten
- Anton Endrös, NS-Ärztebund, Barackenarzt, Gaukommissar.[12]
- Friedrich Entress, KZ Auschwitz.[2]
- Hans Eppinger junior, KZ Dachau
- Heinrich Eufinger, Facharzt für Frauenheilkunde, an Durchführung von Zwangssterilisationen beteiligt, SS-Obersturmbannführer. Nie verurteilt. Nach dem Krieg Chefarzt in Chemnitz, danach in Sanderbusch bei Wilhelmshaven.
- Hedwig Eyrich, Ärztin und Psychiaterin, als Mitarbeiterin des Stuttgarter Gesundheitsamtes aktiv an der „Kindereuthanasie“ beteiligt
- Max Eyrich, württembergischer Landesjugendarzt

### F
- Valentin Faltlhauser, deutscher Psychiater, T4-Gutachter und Direktor der Heil- und Pflegeanstalt Kaufbeuren sowie der Zweigstelle Irsee an Euthanasieverbrechen beteiligt, 1949 zu drei Jahren Haft verurteilt, jedoch begnadigt durch damaligen bayerischen Justizminister, 1961 im Alter von 84 Jahren verstorben in München
- Erich Finke, KZ Dachau.[2][13]
- Fritz Fischer, Chirurg, KZ Ravensbrück. Urteil lebenslänglich, begnadigt zu 9 Jahre Haft.[2]
- Horst Fischer, Chirurg, stellv. SS-Standortarzt Auschwitz und Lagerarzt KZ Auschwitz III Monowitz, nach 1945 Landarzt in Spreenhagen/Fürstenwalde (DDR), am 25. März 1966 zum Tode verurteilt, Hinrichtung am 8. Juli 1966 in Leipzig[14]
- Werner Fischer (Im Zusammenhang mit dem KTI)[2]
- Bruno Fortmann (1894 bis 1970), deutscher Mediziner und als ehemaliger Amtsarzt in Brake verantwortlich für Einweisungen zwecks Zwangssterilisationen in die damalige Heil- und Pflegeanstalt Wehnen (die heutige Karl-Jaspers-Klinik Wehnen)
- Franz Peter Frank, Krankenpfleger, KZ Buchenwald, Assistent von Horn
- Willy Frank, SS-Hauptsturmführer und Leitender Zahnarzt im KZ Auschwitz und KZ Dachau, 7 Jahre Haft.

### G
- Karl Gebhardt, Chirurg, Leibarzt Himmlers, KZ Ravensbrück, KZ Auschwitz, KZ Buchenwald;[2] Direktor der Heilanstalten Hohenlychen
- Emil Gelny, Euthanasiearzt, NSDAP-Mitglied, betraut mit der Leitung der niederösterreichischen Heil- und Pflegeanstalten Gugging und Mauer-Öhling, mordete mit umgebautem Elektrokrampfapparat, geflüchtet nach Syrien
- Karl Genzken, KZ Buchenwald, KZ Natzweiler-Struthof.[2][15][16]
- Gius, Mühldorf (Außenlager von KZ Dachau)[2]
- Bernward Josef Gottlieb, SS-Hauptsturmführer, Dozent und später Leiter der SS-Ärztliche Akademie in Graz
- Ernst-Robert Grawitz, KZ Dachau, Reichsarzt der SS, mitverantwortlich für medizinische Zustände in den Konzentrationslagern. Suizid.[2] Vorwort zu Buch von Gottlieb 1942.
- Alois Grisl, Arzt und örtlicher Gesundheitsbeauftragter, Lebenslange Freiheitsstrafe, im Revisionsverfahren zu 15 Jahren herabgestuft, Dachauer Prozess Nr. US004
- Heinrich Gross, NSDAP-Mitglied, Wiener Euthanasieklinik Am Spiegelgrund.[17]
- Karl Josef Gross, KZ Mauthausen.[2][18]
- Arthur Julius Gütt, Arzt und Eugeniker SS-Obergruppenführer, Assistenzarzt der Reserve a. D. Kurzzeitig interniert.
- Kurt Gutzeit, Magen-Darm-Spezialist und an Hepatitisversuchen beteiligt

### H
- Eugen Haagen, Bakteriologe, KZ Natzweiler-Struthof.[2]
- Erich Häßler, Kindermediziner, Sachbearbeiter im Rassenpolitischen Amt, in Kindereuthanasie verstrickt.
- Julius Hallervorden, KWI für Hirnforschung, Berlin
- Siegfried Handloser, KZ Dachau, KZ Natzweiler-Struthof, KZ Ravensbrück.
- Otto Hebold, Psychiater, Oberarzt an der Landesanstalt Teupitz, T4-Gutachter und Selektionsarzt der Zentraldienststelle T4, Festnahme durch das MfS 1964, angeklagt wegen Verbrechen gegen die Menschlichkeit, zu lebenslangem Zuchthaus verurteilt, 1975 in der Haft verstorben.
- Ernst Hefter, Psychiater, Oberarzt Wittenauer Heilstätten, T4-Gutachter, festgenommen von den Sowjets, zu 10 Jahren Haft verurteilt von sowjetischem Militärtribunal, 1947 in Haft in der JVA Bautzen verstorben.
- Aribert Heim, Lagerarzt in KZ Mauthausen und KZ Buchenwald, geflüchtet. Bis heute hat die Polizei Baden-Württembergs eine Belohnung zur Ergreifung in Höhe von 130.000 Euro ausgesetzt[2]
- Hans Heinze, Psychiater, Leiter der Landesheilanstalt Brandenburg Görden, T4-Gutachter, Gutachter Kinder-Euthanasie, wegen Verbrechen gegen die Menschlichkeit durch sowjetisches Militärgericht zu 7 Jahren Haft verurteilt, anschließend erneut als Psychiater an westdeutschen Kliniken tätig, hier Arzneimittelstudien ohne Wissen von Probanden.
- Kurt Heißmeyer, Oberarzt für Tuberkulose, KZ Neuengamme. 1963 verhaftet, verstorben in Haft.
- Martin Hellinger, Zahnarzt, KZ Sachsenhausen, KZ Flossenbürg, KZ Ravensbrück. 8 Jahre Haft.[2]
- Georg Hensel, Pulmologe, 1939 Oberarzt Kinderheilstätte Mittelberg, führte dort tödliche TBC-Versuche an behinderten Kindern durch. 1946 Freispruch, 1960 neues Verfahren eingestellt.[19]
- Robert Herrlinger, Anatom an der Reichsuniversität Posen, nach dem Krieg Medizinhistoriker
- Werner Heyde, 1902–1964, Psychiater, Leiter der medizinischen Abteilung der „Euthanasie“-Zentrale und Obergutachter der Euthanasie-Aktion T4. Suizid.
- Fritz Hintermayer, SS-Arzt, zuletzt Erster Lagerarzt im KZ Dachau, wurde im ersten Dachauer Prozess als Kriegsverbrecher zum Tode verurteilt und am 29. Mai 1946 im Kriegsverbrechergefängnis in Landsberg am Lech hingerichtet.
- August Hirt, Anatom, SS-Hauptsturmführer, Direktor des Anatomischen Instituts der Reichsuniversität Straßburg, „Schädel- und Skelettsammlung“, KZ Auschwitz und KZ Natzweiler-Struthof. Suizid 1945.[2]
- Ernst Holzlöhner, Physiologe, Leiter der Kälteversuche in Dachau, Suizid.[2][20]
- Horn, Chirurg, KZ Buchenwald, Vorname nicht bekannt
- Waldemar Hoven, Lagerarzt im KZ Buchenwald, SS-Hauptsturmführer, 2. Juni 1948 gehängt

### I
- Jussuf Ibrahim, Kinder- und Euthanasiearzt in Jena
- Ernst Illing, Gauhauptstellenleiter im Stabe des Rassenpolitischen Amtes, Am Spiegelgrund Wien, Todesstrafe.[21][22]

### J
- Wilhelm Jäger, Zahnarzt, KZ Dachau, Auschwitz, Neuengamme.[2]
- Erwin Jekelius, Am Spiegelgrund.[23]

### K
- Walter Kaldewey, Psychiater, als T4-Gutachter an NS-Euthanasieverbrechen beteiligt, 1954 verstorben.
- Kaminski, KZ Gusen.[24]
- Hermann Kiesewetter[25]
- Fritz Klein, Arzt, KZ Auschwitz, KZ Bergen-Belsen, KZ Neuengamme, KZ Theresienstadt. 1945 Todesstrafe durch Hängen.[2]
- Josef Klehr, Sanitäter und SS-Oberscharführer in KZ Auschwitz I
- Koch, KZ Buchenwald[26]
- Konrad Köbrich, KZ Buchenwald, dort mindestens 1940 Standortarzt
- Hans Wilhelm König, KZ Monowitz (Buna).[2]
- Heinrich Wilhelm Kranz, Rassenhygieniker, Professor für Erbbiologie und Rassenhygiene an der Universität Gießen und dann an der Universität Frankfurt, 1945 noch als deren Rektor.
- Eduard Krebsbach, KZ Mauthausen, KZ Gusen.[27][28]
- Johann Paul Kremer, Chirurg, Anatom, KZ Auschwitz-Birkenau. Todesstrafe, Begnadigung zu lebenslänglich, 1958 wegen guter Führung entlassen.
- Lothar Kreuz, Arzt, SS-Standartenführer
- Robert Kudicke (1876–1961), Hygieniker, Tropenmediziner und ab 1939 Leiter des Staatlichen Instituts für Hygiene, Warschau. Führte an Bewohnern des Warschauer Ghettos Versuche zur Fleckfiebererforschung durch.
- Helmut Kunz, SS-Arzt.[29]

### L
- Erich Lexer, deutscher Chirurg und Hochschullehrer, Mitbegründer der Plastischen Chirurgie
- Karl Ludwig Georg Liebl, Ärztefunktionär und Zeitungsverleger, erster Vorsitzender des Nationalsozialistischen Deutschen Ärztebundes, gestorben 1940, postum als Mitläufer eingestuft.
- Enno Lolling, KZ Dachau, KZ Sachsenhausen. Leiter des Amtes D III für Sanitätswesen und Lagerhygiene im SS-Wirtschafts- und Verwaltungshauptamt, 1945 Suizid.
- Rudolf Lonauer, NS-Tötungsanstalt Hartheim, Zwischenanstalt Niedernhart Linz, Zweiganstalt Schloss Gschwendt, Suizid.
- Franz Lucas, KZ Auschwitz I, KZ Auschwitz-Birkenau, KZ Mauthausen, KZ Stutthof, KZ Ravensbrück, KZ Sachsenhausen. Entging Verfahren, später 3 Jahre Haft, danach Privatpraxis. 1994 verstorben.
- Ulrich Cameron Luft, Assistent von Hubertus Strughold, ab 1947 als Hochschullehrer in den USA tätig

### M
- Karin Magnussen (1908 bis 1997), deutsche Biologin und Lehrerin in Bremen, die die nationalsozialistische Rassenlehre propagierte. Am Berliner Kaiser-Wilhelm-Institut untersuchte sie Augen ermordeter Häftlinge aus dem KZ Auschwitz, die ihr vom KZ-Arzt Josef Mengele zugesandt wurden.
- Otto Mauthe, Obermedizinalrat im württembergischen Innenministerium, maßgeblich an den Krankenmorden beteiligt
- Friedrich Mauz, ärztlicher Beisitzer am Erbgesundheitsobergericht Kassel, Gutachter für die Aktion T4[30]
- Josef Mengele, KZ Auschwitz. Untergetaucht, 1949 Flucht ins Ausland, nie gefasst. 1992 durch DNA-Test Tod erwiesen.
- Joachim Mrugowsky, SS-Oberführer, KZ Sachsenhausen. Angeklagt im Nürnberger Ärzteprozess, 1948 Todesstrafe.
- Hans Münch, KZ Auschwitz, KZ Dachau, 1947 Freispruch.
- Mathilde Muthig (auch Mathilde Weber), Euthanasie-Ärztin, Leiterin Kinderfachabteilung Kalmenhof

### N
- Hans Nachtsheim, KZ Dachau.[2]
- Robert Neumann, KZ Buchenwald, KZ Auschwitz
- Franz Niedermoser[31]
- Hermann Paul Nitsche, 1876–1948, Leiter von Heil- und Pflegeanstalten in Sachsen, 1948 zum Tode verurteilt und durch Fallbeil hingerichtet
- Johannes Nommensen[32]
- Miklós Nyiszli, ungarischer Gerichtsmediziner, Assistent von Mengele, KZ Auschwitz[33][34]

### O
- Herta Oberheuser, Ärztin, KZ Ravensbrück, Menschenversuche mit Sulfonamiden, zunächst zu zwanzig Jahren Haft verurteilt, blieb Ärztin.
- Benno Orendi, Arzt, Frauen-KZ Ravensbrück. 1948 Todesstrafe durch Hängen.[2]
- Wilhelm Overhoff (1912 bis 1990),  deutscher Nationalsozialist, SS-Arzt und Arzt im KZ Sachsenhausen

### P
- Friedrich Panse, tätig an den Erbgesundheitsobergerichten Berlin, München und Köln, Gutachter für die Aktion T4[35]
- Wilhelm Pfannenstiel, Hygieniker, SS-Arzt, Vertreter der nationalsozialistischen Rassenhygiene
- Heinrich Plaza, KZ Buchenwald[33]
- Kurt Plötner, KZ Dachau.[2]
- Adolf Pokorny, Assistent von Clauberg[33][36]
- Helmut Poppendick, KZ Buchenwald, KZ Neuengamme;[2] angeklagt im Nürnberger Ärzteprozess[16]

### R
- Sigbert Ramsauer, KZ Dachau, KZ Mauthausen und Loiblpass. Vergebliche Flucht, lebenslange Haft, nach 7 Jahren begnadigt.
- Sigmund Rascher, KZ Dachau.
- Georg Renno, Arzt, stellvertretender ärztlicher Leiter der Tötungsanstalt Hartheim und Stellvertreter von Rudolf Lonauer in Niedernhart, 1961 Untersuchungshaft. 1975 Einstellung des Verfahrens aufgrund ärztlichem Attest. Nie verurteilt.
- Richter, KZ Gusen.[2]
- Hermann Richter, Lagerarzt, KZ Mauthausen.[2][28][37][38]
- Heinrich Rindfleisch, KZ-Arzt
- Robert Ritter, Jugend-KZ Moringen[2]
- Hans-Wolfgang Romberg, KZ Dachau.[39]
- Gerhard Rose, Tropenmediziner, Versuche in Pfafferode (Psychiatrie). Angeklagt im Nürnberger Ärzteprozess[2][40][41]
- Rolf Rosenthal, Frauenarzt, SS-Obersturmführer, KZ Sachsenhausen, KZ Ravensbrück. 1947 Todesstrafe.[2]
- Paul Rostock, KZ Dachau, KZ Natzweiler-Struthof, KZ Ravensbrück.[2][42]
- Ernst Rüdin, 1874–1952, schweizerischer Arzt und bis 1945 Kommissar des Reichsinnenministeriums für Rassenhygiene und Rassepolitik, Direktor am „Kaiser-Wilhelm-Institut für Psychiatrie“
- Helmut Rühl, KZ Natzweiler-Struthof.[2]
- Siegfried Ruff, angeklagt im Nürnberger Ärzteprozess, Freispruch.[43][44]

### S
- Georg Schaltenbrand, Neurologe, Versuche in Werneck.[2]
- Konrad Schäfer, KZ Dachau[45]
- Gustav Adolf Scheel, Arzt, Gauleiter in Salzburg, SA- und SS-Mitglied mit Rang Obergruppenführer. Kurz in Haft, danach niedergelassener Arzt in Hamburg.
- Ernst Günther Schenck, Arzt, Ernährungsinspektor der Waffen-SS und der Wehrmacht, KZ Buchenwald, KZ Dachau, KZ Mauthausen.[2]
- Walter Schieber, ließ künstliche „Biosynwurst“ in der Westfälischen Zellstoff AF in Wildshausen bei Arnsberg für KZ-Häftlinge produzieren, die im KZ Mauthausen auf Befehl Himmlers durch Ernst Günther Schenck in Ernährungsversuchen erprobt wurde.[2]
- Gerhard Schiedlausky, Arzt, KZ Dachau, KZ Oranienburg, KZ Mauthausen, KZ Flossenbürg, KZ Ravensbrück. 1947 Todesstrafe.[2]
- Adolf Schieffer, Arzt und SS-Oberführer, Träger des SS-Totenkopfrings, Vize-Inspekteur der Nationalpolitischen Erziehungsanstalten, aus der SS entlassen, Aberkennung aller Ämter.
- Claus Schilling, Tropenmediziner, KZ Dachau, Todesstrafe.[2]
- Alfred Schnabel, KZ Flossenbürg.[2]
- Heinrich Schmitz, KZ Flossenbürg.[2]
- Carl Schneider, 1891–1946, Leiter der Psychiatrischen Universitätsklinik in Heidelberg, Selbstmord in U-Haft in Frankfurt am Main
- Walter Paul Schreiber, Nesselstedt.[2]
- Oskar Schröder, KZ Dachau, KZ Natzweiler-Struthof;[2] angeklagt im Nürnberger Ärzteprozess.
- Johannes Heinrich Schultz, Psychiater im Deutschen Institut für psychologische Forschung und Psychotherapie
- Heinrich Schütz, Facharzt für innere Medizin, KZ Dachau. Von 1947 bis 1972 Arztpraxis. 1975 zu 10 Jahren Haft verurteilt, keine Haft wegen Attest von Arztkollegen.
- Horst Schumann, Chirurg, KZ Auschwitz, SS-Sturmbannführer, Frauen-KZ Ravensbrück. 1970 für 2 Jahre in Haft, 1983 verstorben.
- Hans Joachim Sewering, SS- und NSDAP-Mitglied, überwies 1943 zumindest eine behinderte, epilepsiekranke Jugendliche ins Pflegeheim Eglfing-Haar, wo diese zwei Wochen später mutmaßlich umgebracht wurde. Später war Sewering u. a. Präsident der Bundesärztekammer (1973–1978).
- Kurt Sickel, SS- und Polizei-Arzt[46]
- Helene Sonnemann, Kinderärztin, ab 1942 stellvertretende Leiterin des Hamburger Kinderkrankenhauses Rothenburgsort. Sie beteiligte sich dort an der Euthanasie kranker und behinderter Kinder. Nach 1945 stieg sie bis zur Chefärztin des Allgemeinen Krankenhauses Celle auf. Sie wurde nie für ihre Taten zur Rechenschaft gezogen.
- Walter Sonntag, Zahnarzt, KZ Sachsenhausen, KZ Ravensbrück, KZ Dachau, KZ Natzweiler-Struthof. 1948 Hinrichtung durch Strang.
- Hugo Spatz, KWI für Hirnforschung
- Eugen Stähle, Leiter der Medizinalabteilung im württembergischen Innenministerium, verantwortlich für die Krankenmorde (u. a. in der Tötungsanstalt Grafeneck) in Württemberg
- Gerhart Stein, Arzt und „Zigeunergutachter“
- Lothar Stengel-von Rutkowski, Arzt, Dozent für Rassenhygiene, SS-Hauptsturmführer. 1991 verstorben.
- Hubertus Strughold, Luftfahrtmediziner, Gründungsdirektor (1935) des luftfahrtmedizinischen Forschungsinstituts im Reichsluftfahrtministerium
- Friedrich Stumpfl, österreichischer Psychiater, als Kriminalbiologe, Rassenhygieniker/Eugeniker für Zwangssterilisation und Verfolgung der Zigeuner hervorgetan, nach 1951 Gerichtsgutachter.
- Ludwig Stumpfegger, Chirurg, Führer der Chirurgengruppe beim Kommandostab des Reichsführers SS, KZ Ravensbrück. 1945 Suizid vor Anklage.[2]

### T
- Percival Treite, Gynäkologe, SS-Obersturmführer, KZ Oranienburg, KZ Auschwitz, KZ Ravensbrück. 1947 Suizid nach Verurteilung zum Tode.[2]
- Richard Trommer, Arzt, SS-Hauptsturmführer, KZ Flossenbürg, KZ Neuengamme, KZ Ravensbrück, seit 1945 verschollen
- Max Thomas, Arzt, SS- und Polizeiführer. Tod durch Suizid.
- Elmar Türk,[47] Dozent der Wiener Uni-Kinderklinik. Siehe Am Spiegelgrund#Das leitende Personal und die Patientenmorde.

### U
- Kurt Uhlenbroock, SS-Sturmbannführer und kurzzeitig Standortarzt im KZ Auschwitz. Tod durch Suizid.

### V
- Hellmuth Vetter, Auschwitz-Monowitz, KZ Mauthausen, KZ Gusen. 1949 Todesstrafe.
- Carl Værnet, (urspr. Carl Peter Jensen, späterer Name: Carl Peter Værnet), KZ Buchenwald.[2][48]
- Otmar Freiherr von Verschuer, Leiter des Instituts für Menschliche Erblehre (KWI), Auswertungen für Mengele[49]
- Werner Villinger, 1934–1940 Chefarzt der Von Bodelschwinghschen Anstalten Bethel, mit der Mehrzahl der Zwangssterilisationen während seiner Dienstzeit, Beisitzer des Erbgesundheitsgerichtes Hamm, seit 28. März 1941 Gutachter im T4-Programm, seit 1940 Ordinarius für Psychiatrie und Nervenheilkunde an der Universität Breslau, incl. ab Oktober 1941 Erlaubnis für Menschenversuche durch Übertragung von Hepatitiserregern auf seine Patienten.[50][51]
- Josef Vonbun, Heil- und Pflegeanstalt Valduna in Rankweil, Vorarlberg ISBN 3-900754-07-1[52]
- Hermann Voss, Anatom[53]

### W
- Erich Wagner, SS-Sturmbannführer, KZ Buchenwald[33]
- Bruno Weber, KZ Auschwitz.[2]
- Weil, Radiologe, KZ Theresienstadt[2]
- Erwin Weinmann, Arzt, SS-Oberführer Sonderkommandos 4a. Untergetaucht, nie verurteilt.
- Georg August Weltz, KZ Dachau[44][54]
- Hermann Wesse, Euthanasie-Arzt an den Kinderfachabteilungen Waldniel und Kalmenhof
- Kark Hann von Weyherns, KZ Dachau. Tuberkulosekranke mit homöopathischen Mitteln behandelt, 114 „Versuchspersonen“[55]
- Albert Widmann, SS-Sturmbannführer (Im Zusammenhang mit dem KTI),[2]
- Adolf Winkelmann, KZ Groß-Rosen, KZ Sachsenhausen, KZ Ravensbrück. 1947 verstorben vor Urteilsverkündigung
- Eduard Wirths, Arzt, KZ Dachau, KZ Neuengamme, Chefarzt KZ Auschwitz-Birkenau, KZ Dora-Mittelbau, KZ Bergen-Belsen und KZ Neuengamme. 1945 Suizid.
- Wilhelm Witteler, KZ Dachau, wurde im ersten Dachauer Prozess als Kriegsverbrecher zum Tode verurteilt, später begnadigt
- Heinrich Wolfer, Landesheilanstalt Salzburg, u. a. an Zwangssterilisationen beteiligt. 1945 in Berlin verstorben.
- Leo Wolfer, Direktor der Landesheilanstalt Salzburg, Verantwortlicher für die Aktion T4 in der Anstalt. 1942 an einer Krankheit gestorben.

## Sonderfälle

### NS-Ärztinnen
Nach amtlicher Definition unterstanden sämtliche Konzentrationslager ausschließlich dem Befehl der SS. Offiziell durften Frauen der SS nicht beitreten. Dennoch waren einige Ärztinnen in Konzentrationslagern unter Regie der SS beschäftigt. Sie galten als SS-Gefolge und werden heutzutage durchaus auch als SS-Ärztinnen bezeichnet. Der Erste Amerikanische Militärgerichtshof hat im Nürnberger Prozess gegen die Hauptkriegsverbrecher die SS als verbrecherische Organisation angeklagt und verurteilt, anstatt jedes einzelne SS-Mitglied in Einzelprozessen anzuklagen.
- Hedwig Eyrich, Psychiaterin, als Mitarbeiterin des Stuttgarter Gesundheitsamtes im NS aktiv an der Kinder-„Euthanasie“ beteiligt. Nicht angeklagt, konnte sie weiter als Ärztin arbeiten.
- Margarethe Hübsch, Am Spiegelgrund[58]
- Mathilde Weber Leitete die Kinderfachabteilung am Kalmenhof, drei Jahre, sechs Monate Haft. Nach etwa zwei Drittel der Zeit begnadigt. Lebte bis zu ihrem Tod in der Nähe des Kalmenhofs in Idstein.
- Herta Oberheuser, Fachärztin für Dermatologie, KZ Ravensbrück, KZ Sachsenhausen, angeklagt im Nürnberger Ärzteprozess, zu 20 Jahren Haft verurteilt, davon 5 Jahre in Haft, Entlassung 1952. Danach Arbeit als praktische Ärztin in Neumünster. 1958 Entzug ihrer Approbation. 1978 verstorben.[2]
- Friederike Pusch, Psychiaterin und Neurologin, Kinderfachabteilung der Landesanstalt Görden ab 1940, Abteilungsleiterin dort ab 1942. Strafrechtlich weder belangt noch verhört. 1968 Eintritt in den Ruhestand, war sie noch bis Ende der 1970er Jahre für die psychiatrische Beratungsstelle in Wernigerode tätig.
- Marianne Türk, Am Spiegelgrund[47][59]
- Gerda Weyand (verheiratete Sonntag), Gynäkologin, KZ Ravensbrück, wurde nicht angeklagt

### Weitere Beteiligte im medizinischen Bereich
- Bruno Beger, Anthropologe, SS-Hauptsturmführer, KZ Auschwitz, hat unter Hirt gearbeitet, wegen Beihilfe zu 86fachem Mord verurteilt, 3 Jahre Haft
- Otto Bickenbach, Biologe, KZ Natzweiler-Struthof, KZ Auschwitz, medizinische Versuche mit Senfgas und Phosgen, 3 Jahre Haft[2]
- Viktor Brack, Oberdienstleiter des Amtes II in der Kanzlei des Führers (KdF), angeklagt im Nürnberger Ärzteprozess als Organisator von Medizinverbrechen, Todesstrafe
- Eduard Brandstätter, Oberpfleger[60]
- Rudolf Brandt, Jurist, SS-Standartenführer, KZ Dachau, KZ Ravensbrück, angeklagt im Nürnberger Ärzteprozess als Organisator von Medizinverbrechen[2]
- Philipp Bouhler, Reichsleiter und Chef der Kanzlei des Führers (KdF), Suizid 1945
- Ludwik Fleck, polnischer Häftling, Mithäftling von Eugen Kogon, KZ Buchenwald, arbeitete unter Ding-Schuler
- Johannes Golbel, Assistent Operationsleitung bei Carl Clauberg[33]
- Fritz Hartmann, Neurologe in Graz: fünf Schüler in der Aktion T4 (siehe Rudolf Lonauer, Max de Crinis, Hans Bertha, Oskar Begusch, Ernst Sorger)
- Fritz Hintermayer, Promotion zum Arzt während Zeit im Lager, SS-Obersturmführer, SS-Totenkopfdivision, KZ Dachau, Todesstrafe
- Otto Hofmann, Chef des SS-Rasse- und Siedlungshauptamts, wegen Verbrechen gegen die Menschlichkeit und Kriegsverbrechen zu 25 Jahren Haft verurteilt
- Waldemar Hoven, SS-Hauptsturmführer, Chef-Lagerarzt im KZ Buchenwald, angeklagt im Nürnberger Ärzteprozess. 1948 Todesstrafe durch Hängen. Doktorwürde wurde aberkannt als sich herausstellte, dass seine Doktorarbeit die Arbeit zweier KZ-Häftlinge war.
- Emil Kaschub,[2] KZ Auschwitz-Birkenau
- Alexander Kroll, (X-1979), NS-Verwaltungsdirektor der Heil- und Pflegeanstalt Babinski in Kobierzyn, nahe Krakau in Polen; nach dem Krieg: Verwaltungsinspektor und Büroleiter im Bundesamt für Güterverkehr (RAG) in München; sowie ehrenamtlicher Sozialrichter. Er ist verantwortlich für die Deportation von 91 jüdischen Patienten aus Kobierzyn in das Sanatorium Zofiówka in der Nähe von Warschau. Alle dort verbliebenen Patienten wurden am 19. August 1942 im Vernichtungslager Treblinka vergast oder vor Ort erschossen. Die restlichen 567 polnischen und deutschen Patienten der Heil- und Pflegeanstalt Kobierzyn wurden am 23. Juni 1942 von der SS abgeholt und in Viehwagons nach Auschwitz-Birkenau deportiert, wo sie am 24. Juni 1942 im Bunker I vergast wurden, nachdem der Reichsjugendführer Arthur Axmann, nach einem Besuch vor Ort, das Sanatorium für die Hitlerjugend als Erholungsheim nutzen wollte. Die Namen der Ermordeten konnten großteils vor dem Vergessen bewahrt werden. Alexander Kroll wurde nie zur Verantwortung gezogen. Ein angestrengtes Verfahren (112 Js 9–10/69) wurde 1971 eingestellt. Er verstarb 1979 in Garmisch-Partenkirchen[61][62][63][64].
- Vinzenz Nohel, „Brenner“ in der Tötungsanstalt Hartheim, 1947 hingerichtet (einziges Todesurteil gegen einen Täter von Hartheim)
- Jutta Rüdiger, Fachpsychologin und Assistentin am Institut für Arbeits- und Berufsforschung, höchste BDM-Führerin, zweieinhalb Jahre Haft
- Antonie Pachner, Oberschwester[60]
- Ottilie Schellander, Oberpflegerin[60]
- Wolfram Sievers, Buchhändler, KZ Dachau, angeklagt im Nürnberger Ärzteprozess als Organisator von Medizinverbrechen, Todesstrafe[2]
- Josef Vallaster, „Brenner“ in der Tötungsanstalt Hartheim, Aufseher im Vernichtungslager Sobibór. Beim Aufstand von Sobibór getötet.
- Erich Wasicky, Lagerapotheker Mag. pharm., KZ Mauthausen[2][65]
- Helmut Wirths, (Bruder von Eduard Wirths), KZ Auschwitz-Birkenau[2][66]

## Zitat
„Aktuellen Umfragen zufolge, unter anderem an der Berliner Humboldt-Universität, weiß kaum ein Medizinstudent, dass sich die deutsche Ärzteschaft weit mehr als die Durchschnittsbevölkerung nationalsozialistisch organisiert und engagiert hat. Auch in der breiteren Öffentlichkeit herrscht der Eindruck vor, dass die medizinischen Verbrechen im Nationalsozialismus nur von einigen wenigen gewissenlosen Ärzten begangen wurden, die sich von der NS-Ideologie hatten verführen lassen.“

Deshalb sollte die Vermittlung von Wissen über grausame, medizinische Experimente, durchgeführt von Ärztinnen und Ärzten während der NS-Zeit und des Holocaust, als Warnung für die Gegenwart und zum Schutz der Medizinethik „viel stärker in die medizinische Ausbildung integriert werden.“